# 足立研幾
足立 研幾（あだち けんき、1974年 - ）は、日本の政治学者。立命館大学国際関係学部教授。専門は、国際政治学、安全保障学。

## 来歴
京都市生まれ。京都大学法学部卒業後、筑波大学大学院国際政治経済学研究科博士課程修了。筑波大学社会科学系助手、金沢大学法学部助教授、立命館大学国際関係学部准教授を経て、現職。その間、オタワ大学社会科学研究科客員研究員、アメリカン大学国際関係学部客員教授を務める。2004年に『オタワプロセス――対人地雷禁止レジームの形成』で第15回カナダ首相出版賞受賞。Changing Arms Control Norms in International Society (Routledge, 2021)で世界国際関係学会 （International Studies Association; ISA） Global International Relation Section Book Award受賞。世界国際関係学会のBook Awardを日本の研究者が受賞するのはこれが初。

## 著書

### 単著
- 『オタワプロセス――対人地雷禁止レジームの形成』（有信堂高文社, 2004年）
- 『レジーム間相互作用とグローバル・ガヴァナンス――通常兵器ガヴァナンスの発展と変容』（有信堂高文社, 2009年）
- 『国際政治と規範―国際社会の発展と兵器使用をめぐる規範の変容―』(有信堂髙文社, 2015年)
- 『セキュリティ・ガヴァナンス論の脱西欧化と再構築』（ミネルヴァ書房、2018年）
- Changing Arms Control Norms in International Society (Routledge, 2021)

### 訳書
- ジョン・D・ミーハン『日加関係史1929-1941――戦争に向かう日本・カナダの視座から』（彩流社, 2006年）

## 論文

### 雑誌論文
- 「日本における世界志向利益団体の存立・活動様式」『国際政治経済学研究』5号（2000年）
- 「国際政治過程における非政府組織（NGO）――対人地雷禁止条約形成過程を一事例として」『国際政治経済学研究』6号（2000年）
- 「冷戦終焉以後の安全保障の課題への対応――対人地雷禁止条約形成過程を参考に」『国際政治経済学研究』9号（2002年）
- 「対人地雷全廃レジーム形成過程の分析」『国際政治』130号（2002年）
- 「日本の対人地雷全廃政策決定過程――言説対抗モデルによる規範受容過程の分析」『金沢法学』46巻2号（2004年）
- 「CCW第五議定書形成過程の分析――『規範の接ぎ木』戦略の効果と限界」『金沢法学』49巻1号（2006年）
- 「通常兵器ガヴァナンスの発展と変容――レジーム間の相互作用を中心に」『国際政治』148号（2007年）
- 「『新外交』による国際規範形成――国際刑事裁判所設立過程を事例として」『国際問題』560号（2007年）

### 単行本所収論文
- 「『国際』社会におけるグローバル・ガヴァナンスの現状と課題」杉田米行・大賀哲編『国際社会の意義と限界――理論・思想・歴史』（国際書院, 2008年）